# Pipe the Whiskers
Pipe the Whiskers é um curta-metragem norte-americano de 1918, do gênero comédia, estrelado por Harold Lloyd.

## Elenco

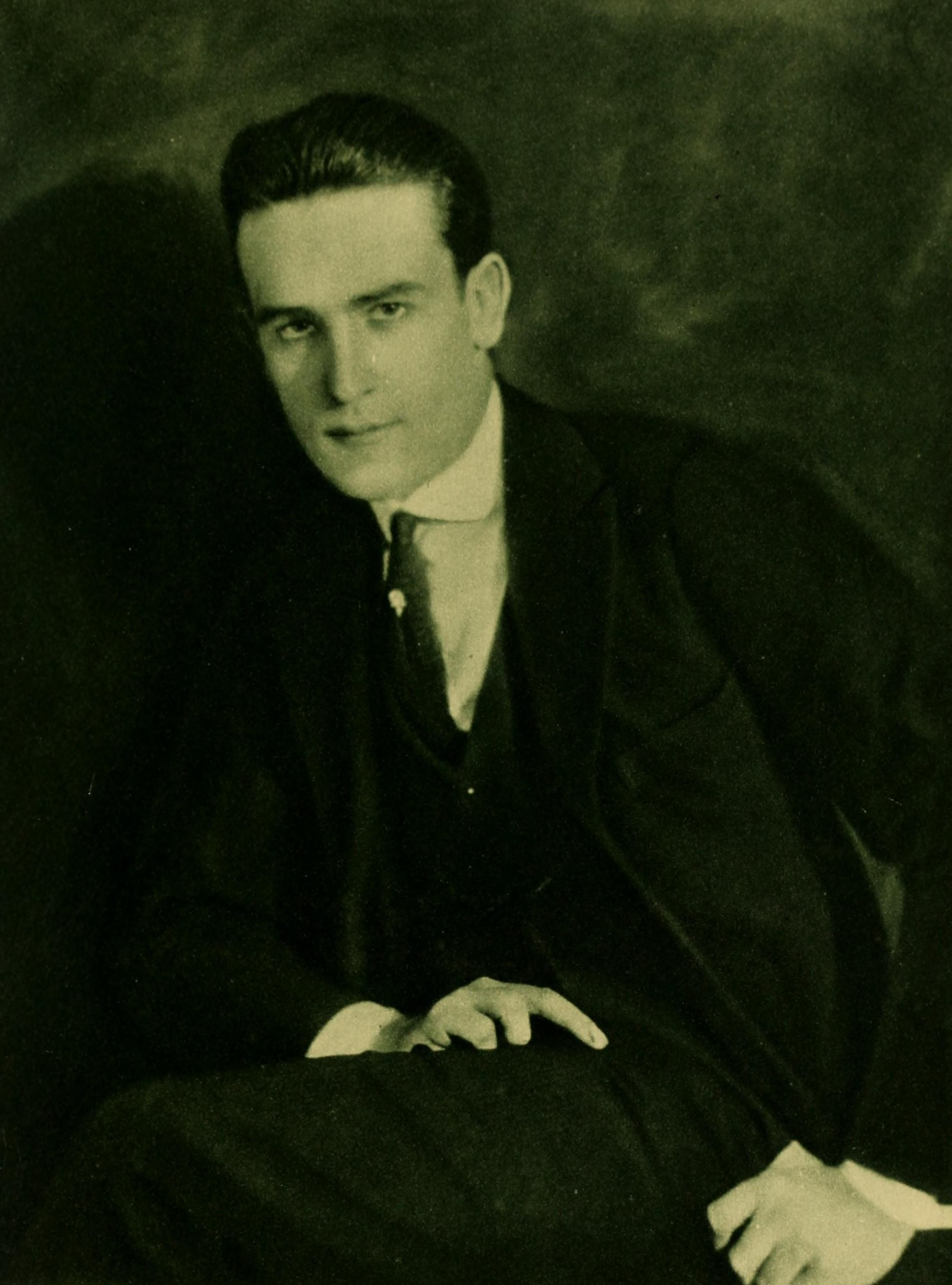
Harold Lloyd

- Harold Lloyd - Janitor
- Snub Pollard
- Bebe Daniels
- William Blaisdell
- Sammy Brooks
- Lige Conley - (como Lige Cromley)
- Billy Fay
- William Gillespie
- Fred C. Newmeyer
- James Parrott
- Dorothea Wolbert